# Crematogaster santschii
Crematogaster santschii är en myrart som beskrevs av Auguste-Henri Forel 1913. Crematogaster santschii ingår i släktet Crematogaster och familjen myror.

## Underarter
Arten delas in i följande underarter:
- C. s. clymene
- C. s. santschii